# Stanislaw Leśniewski
Stanislaw Leśniewski (30 de marzo de 1886-13 de mayo de 1939) fue un matemático, filósofo y lógico, de nacionalidad polaca. Nació en Serpukhov, Rusia Imperial. Su padre trabajaba como ingeniero de ferrocarriles para el Imperio Ruso; la familia residió en variadas localizaciones; por ello fue en Irkutsk donde cursó sus estudios secundarios.
En 1919, con la refundación del Estado Polaco, Leśniewski obtiene la cátedra en Filosofía de las Matemáticas de la Universidad de Varsovia. Anteriormente había concurrido (1909-1910) a los cursos de Lógica y Epistemología que Hans Cornelius diera, en la Universidad Maximilian Ludwig, de Múnich; y a conferencias de Waclaw Sierpiński, en la Escuela de Leópolis-Varsovia. Como continuidad de sus estudios académicos, en su tesis de doctorado (1912), que estaba en parte dirigida contra Brentano, Leśniewski sugería ya cual iba a ser su decidida línea de desarrollo; esa tesis se tituló: "Una contribución al análisis de las proposiciones existenciales". El punto de vista de Brentano refería que toda proposición categórica puede ser reducida a una proposición existencial.
A pesar de que él hubo publicado un amplio volumen de trabajos, algunos de ellos en alemán, que era el lenguaje líder para las matemáticas de sus tiempos, los escritos de Stanislaw Leśniewski tuvieron impacto limitado, por causa de sus estilos enigmáticos, y por su escritura, de un nivel altamente idiosincrático.
Cuando sucedió la Guerra Polaco-Soviética de 1919 al 21, Leśniewski sirvió a la causa de la independencia de Polonia, develando los códigos de encriptamiento ruso-soviéticos, para la Jefatura General Polaca.
Leśniewski perteneció a la primera generación de la Escuela de Leópolis-Varsovia de lógica, fundada por Kazimierz Twardowski. Junto con Alfred Tarski y Łukasiewicz, integró la troika que hizo de la Universidad de Varsovia, en el período de entreguerras, quizás el más importante centro de investigación en el mundo, para la lógica formal.

## Trayectoria
La contribución disciplinaria principal de Leśniewski, desarrollando la necesidad de un lenguaje formal inequívoco, fue la construcción de tres sistemas formales anidados, a los cuales les dio nombres derivados del Griego: Prototética, Ontología, y Mereología. ("Cálculo de proposiciones" puede reemplazar a "Prototética"; "Cálculo de nombres" es usado algunas veces en lugar de "Ontología"; y "Cálculo de individuos" suplantaría a "Mereología"): Concreción de sistemas gramáticos categoriales precisos, para la interpretación, adecuada y normativa, del lenguaje natural, y poder sobrepasarle al mismo sus ambigüedades.
Un buen libro de texto sobre estos sistemas es el de Simons (1987)ref. 1, quien los contrasta y compara con las variantes más populares de la Mereología en fines del siglo XX. El texto de Simons clarifica algo que es muy difícil de determinar a través de la lectura de Leśniewski y sus estudiantes: Que la Mereología Polaca es una teoría en un primer orden isomórfico, con lo que es más actualmente denominado como "mereología clásica extensiva".
Leśniewski fue también un nominalista radical: él rechazó la teoría de conjuntos axiomática, en el momento de pleno florecimiento de esa teoría. El señalaba a la Paradoja de Russel, y a otras por el estilo, como puntos de apoyo para su rechazo; y dejó el legado de sus tres sistemas formales como una alternativa concreta ante la teoría de conjuntos. Al discriminar entre totalidades constitutivas y totalidades funcionales, viabilizó el concepto de "Conjunto mereológico", que no es reducible ni deducible por sus meros elementos constitutivos.
Aunque Alfred Tarski fue su único discípulo doctoral, Leśniewski sin embargo influenció fuertemente sobre una generación completa de lógicos y matemáticos polacos, a través de su enseñanza en la Universidad de Varsovia. Se debe fundamentalmente a los apuntes de sus estudiantes, que el pensamiento de Leśniewski se haya conocido. (e.g: Srzednicki y Rickey, 1984 ref. 2 ).
Leśniewski murió súbitamente de cáncer, poco antes de la invasión alemana a Polonia. Fueron destruidos sus trabajos remanentes, y las anotaciones y originales que tuviese en curso.

## Obra
(breve cita indicativa)
- "Über Funktionen, deren Felder Gruppen mit Rücksicht auf diese Funktionen sind", Fundamenta Mathematicae XIII: 319-32; 1929.

- "Grundzüge eines neuen Systems der Grundlagen der Mathematik", Fundamenta Mathematicae XIV: 1-81; 1929.

- "Über Funktionen, deren Felder Abelsche Gruppen in bezug auf diese Funktionen sind", Fundamenta Mathematicae XIV: 242-51.